# Gefährliches Quiz
Gefährliches Quiz ist ein 2003 veröffentlichter deutscher Jugend-Kriminalroman von Marco Sonnleitner und der 107. Band der Buchreihe Die drei ???. Es handelt sich dabei um den ersten von Sonnleitner verfassten Band für die Reihe. In diesem müssen die jugendlichen Protagonisten Justus Jonas, Peter Shaw und Bob Andrews ein Rätsel lösen, um die Tochter eines bekannten Quizmasters zu retten. Die Hörspielumsetzung erschien im selben Jahr als Folge 109 beim Label Europa.

## Handlung
Justus Jonas ist es gelungen, durch das Lösen eines besonders kniffligen Kreuzworträtsels an der bekannten Quizsendung „Wer knackt die Nuss?“ teilnehmen zu dürfen. Als er im Studio ankommt, wendet sich der Quizmaster Nick Nobel an ihn und teilt ihm unter vier Augen mit, dass es diesmal ein wenig anders ablaufen werde. Neben den üblichen Fragen, bei denen man aus drei Antworten die richtige wählen muss, wird es diesmal auch einige Frage in Rätselform geben, auf die selbst Nobel die Antwort nicht weiß. Auf Justus’ Nachfrage nach dem Grund dafür gesteht der Moderator schließlich, dass seine Tochter entführt wurde und die Entführer wollen, dass bestimmte Fragen während der Sendung dem Kandidaten vorgelegt werden. Wenn Justus die Fragen löst, wird Clarissa, wie das Kind heißt, freigelassen.
Justus kann die normalen Fragen als auch die Rätselfragen mit den Antworten „Wal“, „Auge“, „Shakespeare“ und „Kreuz“ beantworten, ist sich jedoch nicht sicher, ob alle Lösungen stimmen. Nach der Sendung erfährt er von Nobel, dass die Entführer angerufen haben und ihm mitteilten, dass sie mit den Antworten nichts anfangen können. Nobel wird nochmals eine Frist gestellt, bis zu der er ihnen sinnvolle Lösungen liefern muss. Justus, Peter und Bob gehen die gestellten Rätsel nochmal durch, deren Antworten jedoch sinnvoll erscheinen – allerdings ist das „Kreuz“ in Wirklichkeit ein „Fragezeichen“. Durch die Recherche stoßen sie schließlich darauf, was es mit den seltsamen Fragen auf sich hat: Es handelt sich offenbar um Fragen, die von einem berüchtigten Piraten aus dem 18. Jahrhundert mit dem Namen Jack the Riddler stammen, der neben seinen Plünderungen auch für die von ihm gestellten Rätsel bekannt war. Die Jungen vermuten, dass es sich bei den Fragen während er Quizsendung um ein Rätsel aus dem Testament des Piraten handelt, das auf dessen Schatz hinweist. Diesen gedenken die Entführer Clarissas offenbar zu heben.
Nach einer längeren Befassung mit den Lösungswörtern finden die Jungen schließlich heraus, dass man „Shakespeare“ als „shake speare“ lesen muss, also die Buchstaben bei „speare“ schütteln muss. Peter kommt darauf, dass damit „Pear SE“ gemeint ist, der Schatz sich also auf einer hinter Malibu befindlichen Halbinsel, die als „The Pear“ bezeichnet wird, in deren Nordosten befindet. Die restlichen Wörter müssten dann vor Ort Hinweise liefern, wo genau der Schatz vergraben ist. Sie teilen diese Erkenntnisse sogleich Nobel mit und überreden ihn, da sie noch einige Stunden der gesetzten Frist haben, kurzerhand zur Halbinsel zu fahren und dort nach dem Schatz zu suchen: Haben sie diesen gefunden, kann Nobel in die Offensive gehen und verlangen, dass er diesen im Gegenzug zur Freilassung seiner Tochter den Entführern übergibt.
Auf der Halbinsel, die inzwischen ein Naturschutzgebiet ist, gelingt es mit Hilfe der Wörter tatsächlich, den Ort herauszufinden, wo Jack the Riddler damals seinen Schatz vergraben hat. Es handelt sich um eine in einen Felsen eingelassene Steinplatte, welche die Jungen ohne Werkzeug jedoch nicht herausbrechen können. Während sie überlegen, was nun zu tun ist, taucht im dichten Nebel plötzlich eine unheimliche Gestalt auf, die von sich behauptet, der Geist des toten Piraten zu sein. Nobel geht auf die Erscheinung los, die Jungen hören Geräusche eines Kampfes und dann einen Schrei, der sie vermuten lässt, dass Nobel getötet wurde. Sie setzen zur Flucht an und schaffen es, zurück zu ihrem Wagen zu gelangen, mit dem sie fliehen.
Auf dem Weg zurück nach Rocky Beach klingelt jedoch Nobels Mobiltelefon, das dieser verloren hatte und das Justus vor ihrer Flucht noch rasch eingesteckt hat. Justus nimmt den Anruf an und ist entsetzt, als am anderen Ende Clarissa zu hören ist, die wissen möchte, wann ihr Vater denn endlich zu ihrer Großmutter nachkommt. Die Jungen erkennen nun, dass der Moderator ihnen etwas vorgespielt hat und die Entführung seiner Tochter niemals stattgefunden hat. Sogleich kehren sie um und machen sich wieder auf den Weg zurück zur Halbinsel. Dort können sie beobachten, wie Nobel, unterstützt von einem Kollegen, gerade dabei ist, das Versteck des Schatzes zu öffnen. Die Jungen werden jedoch erwischt und mit einer Pistole in Schach gehalten. Sie erfahren, dass die beiden Männer während Recherchen im Stadtarchiv, wo sie nach neuen Fragen für die Sendung suchten, in einem alten Buch durch Zufall auf das Testament von Jack the Riddler gestoßen waren.
Als die beiden Verbrecher die gefundene Truhe öffnen, findet sich darin zu ihrer großen Enttäuschung jedoch nur ein Buch mit den gesammelten Rätseln des verstorbenen Piraten, die von diesem selbst als sein größter Schatz bezeichnet wurden. Wütend über den geplatzten Traum vom Reichtum ziehen Nobel und sein Gefährte wieder ab, schärfen den Jungen allerdings ein, niemandem davon zu erzählen, da ihnen diese Geschichte eh niemand glauben würde und man sie auf dem Rechtsweg fertig machen würde.
Justus fällt nach deren Weggang auf, dass die Kiste für Holz zu schwer ist – tatsächlich besteht sie unter ihrer dunklen Oberfläche aus reinem Gold. Da es Justus zudem gelungen war, heimlich eine Aufnahme von dem Gespräch mit den beiden zu machen, können sie gegenüber der Polizei die Absichten der beiden beweisen.

## Ausgabe
- Marco Sonnleitner: Die drei ??? – Gefährliches Quiz, Kosmos, Stuttgart 2003, ISBN 3-440-10360-9